# Јавоњ
Јавоњ (рус. Явонь) река је на северозападу европског дела Руске Федерације која протиче преко територије Демјанског рејона на југу Новгородске области. Десна је притока реке Поле и део басена језера Иљмењ и Балтичког мора.
Река Јавоњ свој ток започиње као отока језера Вељо, у северним деловима Валдајског побрђа, а на месту њеног отицања из језера налази се мања устава којом је регулисан ниво воде у језеру. Укупна дужина водотока је 87 km, док је површина сливног подручја око 1.230 km².
Првих неколико километара тоа Јавоњ има зглед брзог планинског потока у чијем кориту се налазе бројни брзаци. Обале су обрасле гушћим шумама и жбунастом вегетацијом. Такав карактер тока је све до места где прима притоку Куњанку на 57. километру од извора. До тог места укупан пад реке је чак 148 метара.
Дуж последњих 30 km тока река се смирује, а брзаци постепено ишчезавају из корита. Недалеко од Демјанска налазе се остаци старе бране.
Најважније притоке су Чернорученка и Снегирјовка са десне и Куњанка са леве стране.